# Windbaan

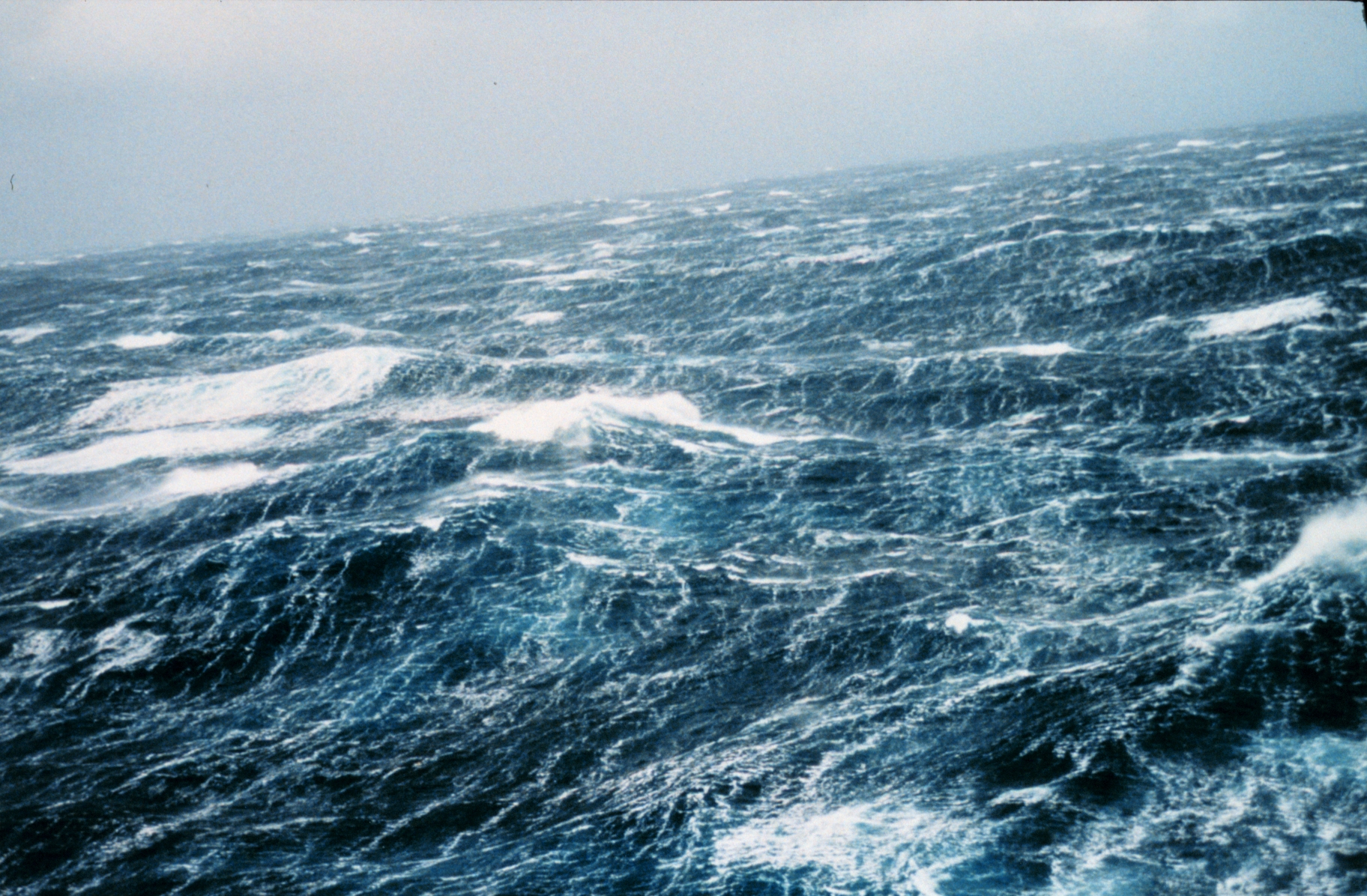
Pas als de windbaan voldoende lengte heeft, zullen de golven een bij de windsnelheid passende hoogte hebben.

De windbaan of strijklengte is de lengte waarover de wind vrij over zee waait en golven maakt. Met de windsnelheid en de duur bepaalt de windbaan de significante golfhoogte en de golfperiode van de zeegang. Dit kan worden uitgezet in een diagram. Hoe langer de windbaan, hoe groter de golven worden. Ook de energie neemt toe bij een toenemende windbaan en -sterkte.